# Pont de Luzancy
Die Pont de Luzancy ist eine Straßenbrücke in Frankreich, die die Route départementale D402 zwischen den Orten Luzancy und Méry-sur-Marne im Département Seine-et-Marne über die Marne führt.

## Beschreibung
Die zweispurige, insgesamt 76 m lange und 8 m breite Brücke hat eine Öffnung mit einer Stützweite von 55 m.
Der Fahrbahnträger besteht aus drei im Abstand von jeweils 0,90 m angeordneten und 1,70 m breiten Spannbeton-Hohlkästen mit einer Bauhöhe, die von 1,75 m an den Widerlagern auf 1,22 m am Bogenscheitel abnimmt, und einer beidseits etwas auskragenden Fahrbahnplatte. Die Hohlkästen lagern auf vor den Widerlagern angebrachten, dreieckigen Kämpfer-Konstruktionen.

## Geschichte
An der Stelle der heutigen Brücke stand zunächst eine von Marc Seguin 1832 errichtete Hängebrücke.
1925 wurde sie ersetzt durch eine von Paul Wahl geplante Kettenbrücke mit je zwei übereinander angeordneten Ketten aus schmiedeeisernen Stäben und einigen Schrägseil-Abspannungen. Diese Brücke wurde 1940 im Zweiten Weltkrieg zerstört.
Das gegenwärtige, von Eugène Freyssinet geplante und von Campenon Bernard ausgeführte Bauwerk war die erste größere Spannbetonbrücke Frankreichs. Sie war Freyssinets dritte Spannbetonbrücke nach der zwischen 1936 und 1940 gebauten Brücke an der Barrage des Portes de Fer über den Oued Fodda in Algerien und nach der nach seinem Verfahren 1938 von Wayss & Freytag errichteten Überführung Weg Hesseler über die A 2 zwischen Beckum und Oelde.
Der Bau der Brücke begann 1940, aber im Juli 1941 wurde die Baustelle auf Anweisung der deutschen Besatzungsmacht wieder eingestellt. Nach deren Abzug wurde der Bau 1944 wieder aufgenommen und im Mai 1946 beendet. Die Anforderungen an die Konstruktion bestanden darin, dass zwischen der lichten Höhe über der Marne und dem Niveau der Straße für den Fahrbahnträger eine Bauhöhe von maximal 1,30 m zur Verfügung stand. Freyssinet sah dafür drei Hohlkästen aus Spannbeton vor, die in einzelnen Abschnitten nahe der Brücke vorgefertigt, auf Leichtern zur Brücke transportiert und dort mit einer eigens angefertigten Art Kabelkran aus zwei Stahlstützen und verschiedenen Seilen in ihre endgültige Lage gehoben wurden. Dabei wog der mittlere, 39 m lange Abschnitt 90 Tonnen.